# Anne-Charlotte de Crussol de Florensac d'Aiguillon
Anne-Charlotte de Crussol de Florensac, duquesa de Aiguillon (Francia, 1700-Rueil Malmaison, 1772), fue una dama francesa de la corte de Luis XV, reconocida por su ingenio como mujer de letras y traductora. Dirigió un salón literario y se relacionaba con Montesquieu, filósofos y enciclopedistas. Fue a quien Montesquieu le confió el manuscrito de las Cartas persas para juzgar su publicación.

## Biografía

### Familia

Escudo de armas de las Crussol.

Anne-Charlotte de Crussol de Florensac fue hija de Louis de Crussol (c. 1645-1716), marqués de Florensac, mariscal del campo, y María Teresa de Saboya-Carignano de Senneterre de Châteauneuf, vizcondesa de L'Estrange y Cheylane. Saint-Simon dijo en sus memorias sobre su madre que era «la mujer más bella que quizás hubo en Francia».
La juventud de Anne-Charlotte se caracterizó por un marcado gusto por el estudio de la ciencia; hablaba varios idiomas con fluidez.

Escudo de armas del Duque de Aiguillon.

A los 18 años se casó el 22 de agosto de 1718, con Armand Louis de Vignerot du Plessis (1683-1750), duque de Aiguillon, par de Francia, hombre de letras, miembro de la Academia de Ciencias. Fue madre de Emmanuel Armand de Vignerot du Plessis (1720-1788), futuro general y secretario de Estado. En 1731, se convirtió en la tercera duquesa de Aiguillon.

### Salón literario en París
La duquesa de Aiguillon tradujo varias obras en inglés, en particular de Pope y Macpherson. Tuvo un salón literario en su hotel de la rue de l'Université, donde recibía filósofos, economistas y enciclopedistas. Reconocida como una mujer ingeniosa, cobró un rol esencial en el mundo literario parisino. Fue amiga de Montesquieu, Voltaire, Elisabet Planström y otros filósofos.
Fue una de las invitadas de los salones literarios y de las celebraciones Grandes Nuits de Sceaux de la duquesa de Maine en el círculo de los Caballeros de la Orden de la Abeja, en el Castillo de Sceaux.

### Salón en Burdeos;Cartas persas
Preocupada por sus intereses, la duquesa de Aiguillon velaba por sus propiedades y, a menudo iba a Guyenne, a Aiguillon . Siguió muy de cerca, en lugar de su esposo, los numerosos juicios contra el Ducado de Aiguillon y estimuló a los fiscales y abogados. Aprovechó para hacer un salón de noche en Burdeos, o para ver a su amigo Montesquieu en La Brède. Poco antes de morir, Montesquieu le confió el manuscrito corregido de las Cartas persas, diciéndole:

Consulta con mis amigos, y juzga si esto debe aparecer

### Jubilación
Tras la muerte de su marido en 1750, se convirtió en duquesa viuda, perdió el interés por el ducado, que pasó a manos de su hijo Emmanuel Armand. Pasó el final de su vida en su casa de Rueil.Malmaison y en su hotel en el Faubourg Saint-Germain.
Murió de apoplejía en 1772 en un baño tomado después de una indigestión.

## Opinión de sus contemporáneos
Su agradable fisonomía había hecho que la apodaran "la buena duquesa de Aiguillon". Pero el mariscal de Mirepoix dijo de ella : «Una caricia de la duquesa de Aiguillon era tan peligrosa como un mordisco del duque de Ayen».
El duque de Saint-Simon dijo que tenía:

El arte de ganar los juicios, de hacer una casa rica y dominar con imperio a los eruditos e intelectuales, a los que ha acostumbrado a no poder prescindir de su apego, y a las compañías más solicitadas a admirarla, aunque a menudo sin entenderla.

Madame du Deffand se burlaba de su físico irregular y sus curvas, pero reconocía su belleza. La consideraba impetuosa, vivaz y desordenada. Voltaire y Montesquieu la llamaban generalmente "la duquesa gorda", pero reconocían su ingenio, amabilidad y alegría.

## Obras
- Trad. de la Épître d'Héloïse à Abélard (Epístola de Heloísa a Abelardo), por Alexander Pope, París, Tilliard, 1758.
- Trad. de Carthon (Carthon), traducido del inglés de Macpherson por Madame de *** [François-Louis-Claude Marin y Anne-Charlotte de Crussol-Florensac, duquesa de Aiguillon], Londres [París], 1762.